# 콜라 전투
콜라 전투(핀란드어: Kollaan taistelu)는 겨울전쟁의 한 전투로 1939년 12월 7일에서 1940년 3월 13일까지 핀란드 카렐리야 라도가 콜라 강에서 진행되었다.
핀란드 제12사단은 소련 붉은 군대에 비해 훨씬 열세의 병력이었음에도 불구하고 붉은 군대를 격퇴하는 데 성공했는데, 이는 콜라 지역에 도로가 매우 적었으며 그나마 있는 도로도 모두 핀란드군이 점거했기 때문이다. 소련군은 스키를 동원한 크로스컨트리를 하지 않으면 일대를 주파할 수조차 없었다.
콜라는 겨울전쟁 당시 핀란드 입장에서 가장 방어하기 어려웠던 곳들 중 하나로 꼽힌다. 붉은 군대는 핀란드 방어선을 향해 하루 평균 40,000 여발의 대포를 쏘아댔다. 이에 반해 핀란드측에서 가한 대응포격은 하루에 많아 봤자 1,000 여발이 전부였다.
핀란드 제12사단이 붉은 군대의 진격을 저지시켰지만 양측 모두 큰 피해를 입었고, 콜라 전투는 교착상태에 빠진 채 겨울전쟁이 종전될 때까지 계속되었다. 붉은 군대는 여러 차례에 걸쳐 핀란드군의 방어선을 돌파하는 데성공했지만 그때마다 핀란드군은 조직적 반격으로 방어선을 회복했다. 1940년 3월 12일, 소련군은 다시 한번 핀란드 방어선을 돌파하여 핀란드군 쪽으로 깊이 0.5–1.5 킬로미터에 달하는 돌파구를 마련했다. 이에 핀란드 제12사단측은 콜라 방면을 포기할 것을 고려했으나 곧 상황이 그렇게까지 나쁘지 않다는 판단 하에 다음날 재반격할 것을 명령했다. 그러나 전쟁 자체를 정전하기 위한 평화회담이 진행된다는 소식에 이 명령은 기각되었고, 전쟁 종료 시점까지 핀란드군은 현 위치를 고수했다.

## 일화
- 볼데마르 해글룬드 소장이 아르네 유틸라이넨 중위에게 “콜라는 지켜지는가(Kestääkö Kollaa 케스태쾨 콜라[*])?”라고 묻자 유틸라이넨 중위는 “콜라는 지켜집니다(Kollaa kestää 콜라 케스태[*]). 탈주 명령이 내려지지만 않는다면!”이라 대답했다 한다.
- 전설적인 저격수 시모 해위해가 이 전선에서 복무했다.